# Route nationale 51 (Inde)
Pour les articles homonymes, voir Route nationale 51.
La Route nationale 51 (en anglais : National Highway 51, sigle NH 51), une route nationale  en Inde qui commence à Okha (en)  et se termine à Kuda (en).

## Tracé
La NH 51 passe par les lieux suivants,,:
- Kuda (en)
- Porbandar
- Dhrangadhra
- Surendranagar
- Limbdi
- Ranpur
- Botad
- Nagalpar
- Gadhada
- Bhavnagar
- Manava
- Porbandar
- Mangrol
- Dwarka
- Somnāth
- Okha (en)